# 주현성
주현성(1999년 3월 31일 ~ )는 대한민국의 축구 선수로, 포지션은 골키퍼이다.